# Chendol
Chendol är ett släkte av fiskar. Chendol ingår i familjen Chaudhuriidae.
Arter enligt Catalogue of Life:
- Chendol keelini
- Chendol lubricus